# Jürgen Kussmaul

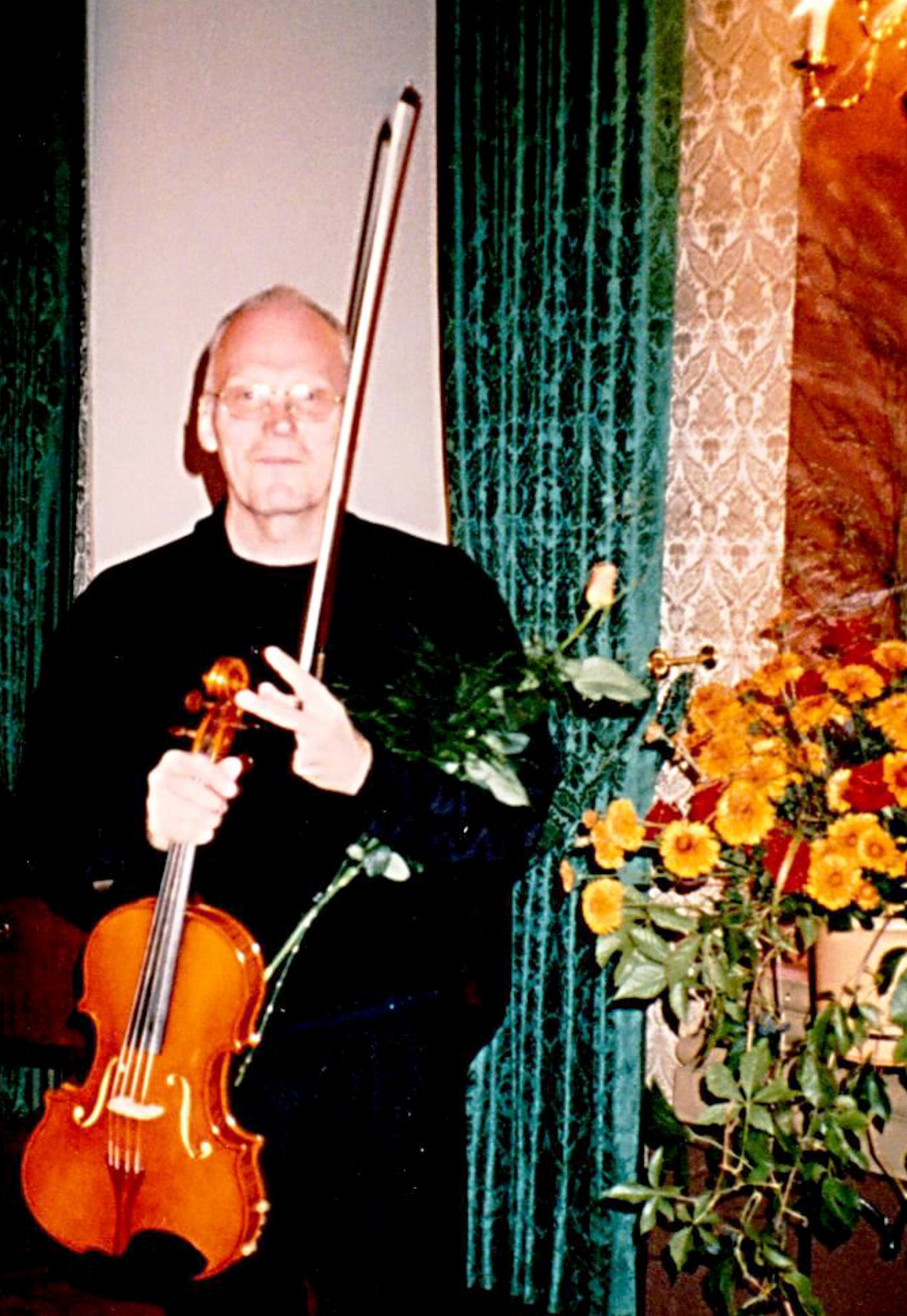
Jürgen Kussmaul 1997 in Erfurt

Jürgen Kussmaul (* 18. September 1944 in Mannheim) ist ein deutscher Bratschist und Dirigent.

## Leben und Wirken
Jürgen Kussmaul entstammt einer Musikerfamilie, seine Brüder Rainer Kussmaul († 2017) und Wolfgang Kussmaul waren und sind ebenfalls bedeutende Musiker. Nach Geigenunterricht beim Vater und Studien in Mannheim und Salzburg wurde er Solobratscher in Heidelberg und im Kölner Gürzenich-Orchester. Seit 1970 spielt er im Ensemble L’Archibudelli zusammen mit Vera Beths (Violine) und Anner Bylsma (Violoncello). Mit diesem Ensemble, aber auch mit Orchestern ist Kussmaul auf vielen CD-Einspielungen zu hören. Mehrere Jahre gehörte er dem Ensemble Deutsche Bachsolisten an. Nach einem Unfall erlernte Jürgen Kussmaul das „seitenverkehrte Violinspiel“, mit dem Instrument in der rechten Hand und der Bogenführung mit der linken Hand. Kussmaul spielt zwei für seine Bedürfnisse vom Geigenbaumeister Wilhelm Brückner entwickelte Linkshänder-Bratschen.
Nach einem Ruf an das Königliche Konservatorium Den Haag trat er eine Professur für Viola und Kammermusik an der Robert Schumann Hochschule Düsseldorf an.
Kussmaul ist auch gefragter Dirigent und leitete ab 2006 unter anderem die Gustav-Mahler-Akademie Bozen.